# Borgo Teresiano
Il Borgo Teresiano è un quartiere di Trieste costruito attorno alla metà del XVIII secolo e voluto dall'allora Imperatore del Sacro Romano Impero Carlo VI e, dopo la sua morte, da Maria Teresa d'Austria.
Nel 1719, l'Imperatore Carlo VI proclamò Trieste come Porto Franco, innescando un notevole sviluppo economico e una crescita demografica senza precedenti nella città. Per accomodare l'espansione, nel 1730 Carlo VI prese la decisione di acquisire i campi di sale alla periferia di Trieste per dar vita a un nuovo quartiere. La responsabilità di continuare e ampliare questa visione fu assunta dalla sua figlia, l'Imperatrice Maria Teresa. Sotto la sua guida, nacque il Borgo Teresiano, con Johann Conrad de Gerhardt incaricato della pianificazione territoriale e Francesco Bonomo alla guida di una commissione dedicata alla supervisione delle costruzioni.
Con il suo asse viario a trama ortogonale, è uno dei primi esempi di piani regolatori cittadini moderni.
Il Borgo Teresiano si sviluppa tra la via Carducci, il corso Italia, la stazione ferroviaria e le rive. Fra i principali luoghi d'interesse turistico e storico troviamo il Canal Grande, Piazza Ponterosso, la Chiesa di Sant'Antonio Nuovo ed il Tempio serbo-ortodosso della Santissima Trinità e di San Spiridione. 
Assieme alle zone limitrofe alla Stazione di Trieste Centrale e al Porto Vecchio, il Borgo Teresiano forma il rione storico di Città Nuova, che - a sua volta - assieme agli altri rioni cittadini di Barriera Nuova, San Vito, Borgo Giuseppino e Città Vecchia rientra nel territorio della IV Circoscrizione.